# Israel Lyons
Israel Lyons, Jr. (Cambridge, 1739 — Londres, 1775) foi um matemático, astrônomo e botânico britânico.

## Biografia
Filho de Israel Lyons (1700-1770), professor de hebraico da Universidade de Cambridge. Israel Lyons, o filho, desde muito jovem teve uma grande inclinação para o estudo, principalmente para a matemática. Em torno de 1775 iniciou seus estudos de botânica, que exerceu esporadicamente até a sua morte.
Em 1758, Israel Lyons Jr. ficou famoso devido a publicação da obra "A Treatise on Fluxions". Publicou também  "Fasciculus Circa Plantarum Cantabrigiam Nascentium, borne Raium Observatæ Fuere de Quæ." em 1763 e "Calculations in Spherical Trigonometry Abridged"  na  "Philosophical Transactions of the Royal Society" em 1775.
Em 1762 foi convidado pelo seu ex-aluno Joseph Banks (1743-1820), então presidente da Royal Society para lecionar em Oxford, porém prontamente retornou para Cambridge.
Em 1773 participou sob o comando do capitão Phipps, futuro Lorde Mulgrave, como astrônomo de uma viagem para o polo norte. Quando retornou passou a residir em Londres, onde se casou. Morreu em 1775, um ano depois do seu retorno.
Perto da sua morte foi contratado para publicar alguns documentos de Edmund Halley (1656-1742), astrônomo e secretario da Royal Society.